# Agnieszka Pawłowska
Agnieszka Pawłowska (ur. 1963) – polska politolog, specjalizująca się w administracji publicznej i samorządzie terytorialnym; nauczycielka akademicka związana z uczelniami w Lublinie i Rzeszowie.

## Życiorys
Urodziła się w 1963 roku. Po ukończeniu kolejno szkoły podstawowej i średniej podjęła w 1982 roku studia na kierunku politologia na Uniwersytecie Marii Curie-Skłodowskiej w Lublinie, które ukończyła magisterium w 1987 roku. Bezpośrednio potem została zatrudniona na stanowisku asystenta w Zakładzie Ruchów i Doktryn Politycznych w Międzyuczelnianym Instytucie Nauk Politycznych (późniejszy Instytut Nauk Politycznych, a następnie Wydział Politologii UMCS). Od 1988 roku wchodziła także w skład zespołu naukowego pracującego pod kierunkiem prof. Lecha Zachera. Zespół ten w późniejszym czasie przekształcił się w Zakład Socjologii Polityki. Jednocześnie podjęła studia doktoranckie. W 1993 roku uzyskała stopień naukowy doktora nauk humanistycznych w zakresie nauk o polityce na podstawie pracy pt. Władza i uczestnictwo polityczne w społeczeństwie informacyjnym, której promotorem był prof. Lech Zacher. Wraz z nowym tytułem w 1994 roku otrzymała awans na stanowisko adiunkt na Wydziale Politologii UMCS. W 1997 roku przeniosła się na zaproszenie dr hab. Stanisława Michałowskiego do nowo powstałego Zakładu Samorządów i Polityki Lokalnej na Wydziale Politologii UMCS. Jednocześnie od 1999 roku podjęła pracę na drugim etacie w Wyższej Szkole Przedsiębiorczości i Administracji w Lublinie. W 2003 roku Rada Wydziału Politologii UMCS nadała jej stopień naukowy doktora habilitowanego nauk humanistycznych w zakresie nauk o polityce na podstawie rozprawy nt. Zasoby informacyjne administracji publicznej w Polsce. Problemy zarządzania. Od 2005 do 2007 roku pełniła na Wydziale Politologii UMCS funkcję kierownika studiów doktoranckich. 
1 października 2007 roku została zatrudniona na stanowisku profesora nadzwyczajnego w
Katedrze Politologii na Wydziale Socjologiczno-Historycznym Uniwersytetu Rzeszowskiego. W latach 2008–2012 piastowała stanowisko prodziekana Wydziału Socjologiczno-Historycznego. W 2009 roku została kierownikiem Zakładu Administracji Publicznej i Polityki Społecznej w Katedrze Politologii UR. W 2012 roku objęła funkcję dyrektora Katedry Politologii UR.
Została członkiem Komitetu Nauk Politycznych PAN na kadencję 2020–2023.
Należała do Unii Wolności, z listy której bez powodzenia ubiegała się o mandat eurodeputowanej w wyborach do Parlamentu Europejskiego w 2004.
Była stypendystką Fundacji Fulbrighta i Fundacji Kościuszkowskiej, a także Research Support Scheme, Uniwersytetu Europy Środkowej w Pradze. Odbyła staże naukowe w: University of California, Irvine oraz Arizona State University. Jej zainteresowania naukowe koncentrują się wokół problematyki związanej z samorządem terytorialnym w ujęciu porównawczym, a także rozwojem lokalnym i regionalnym.
Jest autorem lub współautorem blisko 150 publikacji naukowych, w tym m.in. 3 monografie autorskich oraz 5 monografii pod redakcją lub współredagowanych. Do najważniejszych jej prac należą:
- Administracja publiczna: zagadnienia wstępne, Lublin 1991.
- Władza, elity, biurokracja: studium z socjologii polityki, Lublin 1998.
- Samorząd lokalny w Polsce: społeczno-polityczne aspekty funkcjonowania, Lublin 2004.
- Niepaństwowi uczestnicy stosunków międzynarodowych, Lublin 2010.
- Absolwent w służbie społeczeństwu: raport z prac grupy partnersko-eksperckiej, Wrocław 2011.
- Region i regionalizm w socjologii i politologii, Rzeszów 2012.